# DELVA
DELVA Landscape Architects, ook wel simpelweg DELVA genoemd, is een Nederlands architectenbureau, dat zich vooral bezig houdt met landschapsarchitectuur en stedenbouw. Het bedrijf is in 2008 door de Belgische landschapsarchitect Steven Delva opgericht in Amsterdam, waar het ook zijn hoofdkantoor heeft. Anno 2019 heeft het bureau zo'n 18 medewerkers. In 2021 werd het uitgeroepen tot Architect van het Jaar.

## Portfolio
- Arenapoort, Amsterdam
- BunkerToren, Eindhoven
- Leopoldskazerne, Gent
- Pompenburg, Rotterdam
- De Puls, Amsterdam
- Strandeiland, Amsterdam
- Crossroads, Amsterdam
- Smakelaarsveld, Utrecht
- Houtplein & Frederikspark, Haarlem
- VDMA, Eindhoven
- SILT, casino van Middelkerke[2]